# Zeta Persei
Désignations
Zeta Persei (ζ Per / ζ Persei, Zêta Persei) est une étoile binaire de la constellation de Persée. Elle est située à environ 980 années-lumière de la Terre. En astronomie chinoise, Zeta Persei fait partie de l'astérisme Juanshi, qui symbolise la calomnie.
L'étoile primaire, ζ Persei A, est une supergéante bleue de type spectral B1Ib d'une magnitude apparente de +2,91. Son rayon est égal à 21 fois celui du Soleil et a une luminosité 105 000 fois celle du Soleil. L'étoile a une masse de 19 masses solaires.
L'étoile secondaire, ζ Persei B, est une étoile sous-géante bleu-blanc de type spectral B8IV. Elle est localisée à une distance angulaire de 12,6 secondes d'arc de ζ Persei A.

## Ambiguïté
Certaines sources, dont le logiciel Starry Night, un atlas et un site internet attribuent le nom « Atik » à Zeta Persei au lieu de Omicron Persei.